# 巴黎植物園
巴黎植物園（法語：Jardin des Plantes）是位於法國巴黎第五區的一座植物園，屬國立自然史博物館管理。巴黎植物園的歷史起源於1626年。

巴黎植物園的地圖

## 外部連結
- Official site （页面存档备份，存于） （英文）
- Paris Botanical Garden (Photo gallery) （页面存档备份，存于）

48°51′03″N 2°21′34″E / 48.85083°N 2.35944°E